# David Robinson
David Maurice Robinson, född 6 augusti 1965 i Key West i Florida, är en amerikansk före detta basketspelare i NBA, som spelade som center för San Antonio Spurs under hela sin NBA-karriär. 
David Robinson blev den 11 september 2009 invald i Naismith Memorial Basketball Hall of Fame samtidigt som Michael Jordan, John Stockton, Jerry Sloan och C. Vivian Stringer.

## Olympisk karriär
David Robinson deltog för USA vid tre olympiska spel; 1988, 1992 och 1996. 1988 vann USA brons, 1992 och 1996 vann USA guld (1992 var han del av det berömda Dream Team).